# Ursa Krattiger
Ursula «Ursa» Krattiger (* 4. Juli 1946 in Rheinfelden AG) ist eine Schweizer Historikerin und Journalistin.

## Leben
Ursa Krattiger, Tochter des Pfarrers und Journalisten Hans Krattiger, studierte Geschichte, Soziologie und Politologie und promovierte 1971 in Bern mit einer Dissertation über «Mündigkeit. Ein Fragenkomplex in der schweizerischen Diskussion im 19. Jahrhundert, vor allem zur Zeit der Armennot von 1840 bis 1860» zur Dr. phil. 1973 wurde sie als erste Frau Inlandredaktorin an den Basler Nachrichten. Von 1979 bis 1999 wirkte sie als Programmschaffende und Redaktorin bei Schweizer Radio DRS, seit 1994 auch als Projektleiterin für kettenübergreifende DRS- und gesamtschweizerische SRG-Radio-Projekte. Von 1999 bis 2006 war sie freiberuflich in der PR-Beratung tätig. Bereits in früheren Jahren an spirituellen Themen interessiert, bietet sie heute «individuelle Rituale» bei Taufen, Hochzeiten, Abdankungsfeiern etc. an.

## Schriften (Auswahl)
- Mündigkeit. Ein Fragenkomplex in der schweizerischen Diskussion im 19. Jahrhundert, vor allem zur Zeit der Armennot von 1840 bis 1860. Lang, Bern 1972 (Dissertation, Universität Bern, 1971).
- Die perlmutterne Mönchin. Reise in eine weibliche Spiritualität. Kreuz, Zürich 1983; Lizenzausgabe: Rowohlt, Reinbek bei Hamburg 1987.
- «Randalierende Lehrerinnen». Der Basler Lehrerinnenstreik vom 3. Februar 1959 (= 188. Neujahrsblatt der GGG). Schwabe, Basel 2009 (Herausgeberin).